# Cacuso
Cacuso (auch Kakuso) ist eine Kleinstadt und ein Landkreis in Angola.

## Verwaltung
Cacuso ist Sitz des gleichnamigen Landkreises (Município) in der Provinz Malanje, mit einer Fläche von 6.859 km². Der Kreis hatte im Jahr 2014 bei der Volkszählung 71.541 Einwohner.
Der Kreis Cacuso setzt sich aus vier Gemeinden (Comunas) zusammen:
- Cacuso
- Lombe
- Pungo Andongo
- Quizenga

## Verkehr
Cacuso ist ein Haltepunkt der Luandabahn.